# Gromada (biologia)

Schematyczne przedstawienie podstawowych jednostek używanych w klasyfikacji biologicznej. Kolejno od góry: życie, domena, królestwo, typ (w zoologii) lub gromada (w botanice), gromada (w zoologii) lub klasa (w botanice), rząd, rodzina, rodzaj i gatunek

Gromada (w botanice divisio, w zoologii classis) – w polskiej terminologii nazwa stosowana na określenie dwóch różnych rangą kategorii systematycznych.
Termin classis został wprowadzony przez Karola Linneusza jako jedna z pięciu podstawowych kategorii w hierarchicznym systemie klasyfikacji biologicznej.
Kategoriami pomocniczymi dla gromady są:
- nadgromada (superdivisio dla roślin lub superclassis dla zwierząt),
- podgromada (subdivisio dla roślin lub subclassis dla zwierząt)
- infragromada (infradivisio dla roślin lub infraclassis dla zwierząt).

## Różnice w nomenklaturze botanicznej i zoologicznej
| Nomenklatura botaniczna | Nomenklatura zoologiczna |
| ----------------------- | ------------------------ |
| gromada (divisio)       | typ (phylum)             |
| klasa (classis)         | gromada (classis)        |

Tradycyjna polska systematyka botaniczna mianem „gromady” określa kategorię „divisio”, będącą odpowiednikiem typu („phylum”) w świecie zwierząt. Ostatnio zaczęto jednak dopuszczać stosowanie określenia „typ” dla wszystkich organizmów. W starszej literaturze polska „gromada” w świecie roślin nie odpowiada rangą „gromadzie” w świecie zwierząt.

### Pozycja taksonomiczna w botanice
Gromada w botanice obejmuje blisko spokrewnione klasy. Jej pozycja w układzie hierarchicznym (z uwzględnieniem kategorii pomocniczych) wygląda następująco.
- królestwo (regnum)
- podkrólestwo (subregnum)
- nadgromada (superdiviso)
- gromada (divisio)
- podgromada (subdivisio)
- infragromada (infradiviso)
- nadklasa (superclassis)
- klasa (classis)

### Pozycja taksonomiczna w zoologii
W zoologii do gromady zaliczane są blisko spokrewnione rzędy.
- typ (phylum)
- podtyp (subphylum)
- infratyp (infraphylum)
- nadgromada (superclassis)
- gromada (classis)
- podgromada (subclassis)
- infragromada (infraclassis)
- nadrząd (superordo)
- rząd (ordo)

## Przykłady gromad
- ssaki
- ptaki
- płazy
- gady
- owady
- pajęczaki
- krążkopławy
- paprotniki
- wątrobowce